# DigiPen Institute of Technology
DigiPen Institute of Technology (DIT) – prywatna, nastawiona na zysk uczelnia politechniczna założona w 1988 roku w Vancouver w Kanadzie przez Claude'a Comaira. Obecnie główny kampus uniwersytecki znajduje się w Redmond w stanie Waszyngton. Uczelnia specjalizuje się w kierunkach informatycznych ze szczególnym naciskiem na produkcję gier komputerowych.